# Сас (герб)
Сас (пол. Sas, Drag) — польский дворянский герб.
Добрянский считал, что в Венгрии род Сас — с X века, от воеводы Томова Совы. Некоторые исследователи XIX века полагали, что роды-фамилии герба «Сас» (включая и Добрянских) были связаны с молдавским воеводой Сасом (1350-е годы) из династии Драгошитов, однако каких-либо документальных подтверждений эта версия не имеет. Видимо, какая-то часть родов герба «Сас» действительно вела своё происхождение из Трансильвании, а до этого в Трансильванию переселялись славяне из Верхней Саксонии вместе с саксами, но другая часть шляхетских родов — это автохтонное, русинское или польское население Русо-влахии. Самые предварительные упоминания: на землях королевства Польского связанный с волошскими родами (прежде всего с родом Драг-Сас) — среди нескольких сот семей, запечатывающихся гербом Сас, более всего было переселенцев из Молдавии, Валахии и Семиградья, вселённых ещё в XIII веке, а может даже в XII веке, на Руси Галицкой. Переселения эти были в том числе и пробой создания системы защиты от татарских нашествий. Первые данные о гербе Сас, как гербе польском относится к 1253 году. В 1262 году были зафиксированы Дрогомирецкие (Drohomireccy) гербы Сас, происходящие из Руси. В Галицкую Русь древний род Драго-Сасов пришёл по приглашению князя Даниила Галицкого. В 1236 году в Карпатах к дружине Даниила Галицкого присоединился отряд рыцарей под предводительством князя Гуйда (Guido) из Маромороша, на флаге отряда был знак стрелы — герб «Драг — Сас». За большие военные заслуги Гуйд получил большой земельный гранд и женился впоследствии на вдове великого князя литовского Шварна, Рамоне (?), дочери Миндовга и сестре Войшелка, считают, что так появились первые очаги шляхты рода Драг — Сас. На протяжении следующих десятилетий формируются рода: Даниловичей, Драгомирецких, Татомиров и Княгеницких, Дедушицких.
Венгерская ветвь рода Драг — Сас (Драгффи) добивается политического успеха на западных склонах Карпат и со временем становятся фактическими правителями Мармароша и соседних Сатмару и Угоча. Территории рода простирались от Карпат до Словении. Представители этого рода — Мармарошские воеводы братья Драг и Балк (Балица) — покровительствовали одному из самых древних православных монастырей на Руси — Грушевскому монастырю. 13 августа 1391 года воевода Драг из замка Нелаб, храбрец из храбрецов, примчался с войском русов и влахов в Константинополь для защиты города от турок. Это дало возможность укрепить императорскую власть Мануилу II Палеологу, отстроить оборонительные стены города. За рыцарские заслуги рода Драгффи перед Вторым Римом Константинопольский патриарх Антоний IV даровал в 1391 году Драгу томос и ставропигию для монастырей и церквей угровлахов и русовлахов. Драг умер в 1402 году, Балк — в 1404 году. Сыны воеводы Балка — Дмитрий и Александр — грамотой от 1404 года, написанной церковнославянским языком, подарили монастырю одно имение и три села с мельницей: Грушево (Закарпатская область), Кривой (Закарпатская область), Тересва с полями, лесами и водами, как говорится в документе «со всеми прижитками». Но в 1556 году князь Трансильвании Стефан Баторий передал монастырь Мукачевской епархии. Позже, по разным данным в 1657, 1670 или 1690 году, монастырь был уничтожен католиками. Однако влахи не забыли святые места и теперь на их стороне речки, тоесть в Румынии, стоит монастырь Сыпынца-Перри. В 1391 году воевода Драг привез из Константинополя томос, который послужил основой создания православных митрополий (впоследствии Церквей) в Закарпатье, Молдавии, Румынии (Трансильвании и Валахии) и Галиции, а также духовным и идеологическим оружием в борьбе с турками. Поэтому в Карпатах преобладает христианство восточного обряда.
Большинство семей герба Сас на землях Червоной Руси — это преимущественно восточно-галицийская провинциальная шляхта. Ярким примером заселения служит приход в Червоную Русь воеводы Стефана Волошина, который получает отселе прозвище Рыботицкий в 1366 году, от названия местечка Рыботичи (сейчас в Фредропольской гмине, Польша), а в 1368 году получает от польского короля Казимира III графский титул с приставкой — «Венгр» или «Угр». Украинский историк Олег Однороженко считает, что нет достаточных оснований рассматривать все древнерусские гербы XV века, в которых находятся фигуры стрелы, полумесяца и звезд, как видоизменение герба Сас. Этот герб до середины XVI века выполнял лишь роль родового герба одного рода — Рыботыцких — и, соответственно их ближайших родственников, родов появившихся в XV веке: Губицких, Берестянских, Бисковских, Волосецких, Буховских, имеющих общее происхождение от графа Стефана Рыботицкого герба Сас (с графской короной).
В 1431 году земли на Турковщине (местность в окрестностях города Турка Львовской области) получает граф Ванчалух. Через небольшой отрезок времени появляются от основной фамилии Турчанских: Яворские, Ильницкие, Комарницкие, Высочанские и Турянские. В начале XV столетия уже сформировались рода: Балицких, Гошевских, Дидушицких, Делятинских, Луцких, Новоселецких, Подгородецких, Чайковских и другие.
Подобным образом в XVI столетии появляются: Бачинские, Билинские, Винницкие, Гордынские, Жураковские, Кобылянские, Кропивницкие, Сасы, Тарнавские, Терлецкие, Ясинские и ряд других.

Общим принципом появления новых фамилий было то, что все они брались от названия мест, где поселялись первые представители новой фамилии.
В более поздних, конца XVIII века — российских гербах эта основная фигура подвергается также многим изменениям.

Смотри гербы Аслоновичей (IX, 135); Дмитриевых-Мамоновых (IV, 21; обёрнутый сас с короною и нашлемником в самом щите); Заплатиных (VII, 97); Перских (III, 90); Цуриковых (II, 87); Яворских (II, 133); Яминских (III, 71).

## Известные носители герба
- Кирилл Терлецкий (?—1607). Церковный и политический деятель, епископ Пинский и Турский, впоследствии Луцкий и Острожский. Один из инициаторов создания греко — католической церкви.
- Иван (Ян) Данилович (1570—1668). Воевода русский, каштелян львовский, староста белзский, бужский, чигиринский. Дед короля Речи Посполитой Яна ІІІ Собеского. Похоронен в усыпальнице возле своего замка в Олесько.
- Иов Княгеницкий (1550—1621). Церковный и деятель образования. Основатель Манявского скита.
- Иван Вышинский (1550—1620?). Писатель полемист. защитник православия.
- Захария (Копыстенский) (1560?—1627). Церковный и образовательный деятель, писатель. Архимандрит Киевско-Печерского монастыря, автор «Палинодии» — книги, направленной против унии.
- Юрий-Франц Кульчицкий (?—1692). Переводчик на Сечи, герой обороны Вены от турок, спас Вену пройдя через турецкие войска за подмогой. Основал первую в Европе кофейню, ставшей постоянным местом встреч для писателей, поэтов, художников, ученых, артистов, музыкантов.
- Артамон Матвеев (1625—1682). Государственный деятель, «великого государя ближний боярин», руководитель русского правительства в конце царствования Алексея Михайловича.
- Варлаам Ясинский (1630?—1707). Церковный и образовательный деятель, писатель, митрополит Киевский. Автор стихов и полемических трактатов.
- Стефан Яворский (1658—1722). Церковный и политический деятель, писатель, президент Синода Православной российской церкви, проректор Славяно-греко-латинской академии. Митрополит Рязанский и Муромский.
- Андрей Матвеев (1666—1728). Государственный деятель, дипломат, один из первых русских мемуаристов.
- Максим Березовский (1745—1777). Композитор и певец. Выпускник Болонской академии. Автор первой украинской оперы «Демофонт».
- Антон Ангелович (1756—1814). Религиозный и образовательный деятель. Воспитатель и советник императора Иосифа II, восстановитель Галицкой греко — католической митрополии, автор книги «История украинской церкви».
- Денис Зубрицкий (1777—1862). Историк. этнограф, член — корреспондент Петербургской Академии Наук.
- Модест Стрельбицкий (1823—1902). Магистр Киевской духовной академии, архиепископ Волынский и Житомирский, Почаево-Успенской лавры Священно-Архимандрит.
- Марк Кропивницкий (1840—1910). Драматург, режиссёр и актёр. Основоположник украинского профессионального театра.
- Эдвар-Ян Корчинский (1844—1905). Один из ведущих медиков XIX века. ректор Ягеллонского университета.
- Михаил Агафонович Корчинский (1885—1937). Государственный секретарь Совета народных министров Украинской Народной Республики, периода Директории.
- Андрей Чайковский (1857—1935). Писатель.
- Ольга Кобылянская (1863—1942). Писательница.
- Соломия Крушельницкая (1872—1952). Знаменитая оперная певица.
- Юлиан Бачинский (1870—1940). Политик и публицист. Автор книги «Ukraina irredenta», в которой утверждал, что независимость Украины является необходимой.
- Елена — Ручка — Сас — Кульчицкая (1877—1967). Художница.
- Святослав Гординский (1906—1993). Поэт, переводчик — литературовед, художник. Автор поэтических сборников и росписей собора Св. Софии в Риме.
- Иван Ильницкий (род. 1948). Академик АНВО Украины, доктор медицинских наук, профессор, заведующий кафедры фтизиатрии и пульмонологии Львовского государственного медицинского университета им. Даниила Галицкого, заслуженный деятель науки и техники Украины.
- Иннокентий (Кульчицкий) — в миру Иван Кульчицкий (1680 или 1682—1731). Епископ Иркутский и Нерчинский. Канонизирован 1(13) декабря 1804
- Иржи Сас-Кульчицкий (1905—1944) — герой итальянского сопротивления в годы Второй мировой войны

## Описание герба
Существует много вариантов начертания герба, но основными считаются девять: Sas I, II, III, IV, V, VI, Sas albo Ksiezys, Sas Baron, Sas Pruski. Специалисты отмечают, что герб Sas отличается от большинства польских гербов наличием рунических символов.
В красном поле (Сас II), в голубом поле (Сас I) серебряный полумесяц, рогами обращённый вверх и имеющий на концах по золотой шестиугольной звезде, а из средины его летит вверх стрела. Над шлемом семь павлиньих перьев — павлиний хвост, пробитый стрелой вправо.
Гербом Сас II, пользовались особы королевской крови и высшая аристократия, герб Сас I использовала простая аристократия — шляхта. Судя по фигуре на щите, род отличился в борьбе с мусульманами, в одном из первых крестовых походов. Этот герб был известен и пользовался уважением среди рыцарей Европы, особенно у Французских рыцарей. В гербе присутствует изображение маркграфской короны, что соответствует герцогскому титулу, что говорит о том, что в роде были особы этого достоинства. Самым первым из них был Драгош Водэ, воевода из Мармароша, с именем которого традиция связывает возникновение молдавского государства. Он правил два года с 1351 по 1353 и был маркграфом, будучи вассалом венгерского короля. Существование герба прошло два этапа. На первом этапе существования герба Сас, к нему принадлежали особы не ниже баронского достоинства. Со временем герб стал принадлежать и простой шляхте. Полумесяц в гербе символизирует надежду, большую хвалу, успех и верность, был заимствован у сарацин, во время крестовых походов. Звезда — стремление к цели, является атрибутом свободы, вдохновения, честолюбия, считается символом наследованным у саксов. Стрела в гербе Сас означает кого-то, не задумываясь принявшего участие в бою, невзирая на то, каким будет его финал, военную готовность, скорость. По одной из версий учёных, герб этот первоначально употреблялся в Саксонии, потом в Венгрии, а с XIII века — в Великом княжестве Литовском, Руском и Жимойтском и королевстве Польском, особенно в воеводстве Русском . Ещё до завоевания Польским королём Казимиром III Галицкого королевства, в Червоной Руси уже были рода герба Сас, после завоевания на этих землях, во время переселения волохов, их стало больше, чем представителей других гербов.

## Список родов герба Сас
| Сас I |
| --- |
| Александровичи · Артемиви Аршеницы · Аслоновичи · Бандривские · Бачанские · Бачевские · Бачинские · Бадовские · Балицкие · Балевичи · Бандровские · Баневичи · Банковские · Баранецкие · Бардзеевичи · Батовские · Беярские · Беевские · Березницкие · Березовские · Бережинские · Беневские · Бернацкие · Белинские · Bilinski · Билинские · Bielinski · Бисковские · бароны и дворяне Блазовские · Бобашинские · Бобровичи · Боярские · Bojarski Czarnota z Bojar · Боновские · Бориславские · Босацкие · Бранские · Братковские · Брцанские · Брошневские · Бровчинские · Брылинские · Берестянские · Бржуские · Буховские · Бушинские · Харевичи · Charbowic · Хехловские · Ходковские · Хословские · Цемержинские · Цешковские · Цисовские · Cissowski · Чапевские · Чарнолуские · Чарноты Боярские · Чарновские · Чемержинские · Чолханские · Czolhanski · Чоловские · Данейко · Danejko · Даниловичи (род) · Даниловские · Деканские · Длугопольские · Добродские · Добржанские · Долинские · Дреляховские · Дрогомирецкие · Дубановичи · Дубравские · Дунаевские · Dunajewski · Дунецкие · Душинские · Двояковские · Дедушицкие · Dziedaszycki · Dzieduszinski · Dziedoszycki · Дзедзицкие · Дзедзель · Dziedziel · Dziemdziol · Дзедзюли · Фаленские · Фалинские · Гарчинские · Голинские · Гуттры · Гвоздецкие · Гольшовские · Голынские · Гордынские · Городецкие · Гошовские · Гребницкие · Губицкие · Гугерницкие · Гумецький · Гусаківський · Ильницкие · Ижицкие · Яминские · Янишевские · Ясинские · Яворские · Юркевичи · Качковские · Каминские · Каневские · Kaniowski · Каннские · Карбовские · Карчинские · Каспржиковские · Кендзерские · Кедровские · Кержковские · Клячковские · Ключинские · Клодницкие · Книгининские · Коблянские · Кобылянские · Kobylanski z Blazejowa · Кобылинские · Комарницкие · Komarniki · Komarniski · Копыстынские · Корчинские · Корчмажевские · Козловские · Красницкие · Коростенские · Korostenskij · Кропивницкие · Kropiwnicki · Крупицкие · Крушельницкие · Kruszelnicki · Крыницкие · Кржечковские · Куиловские · Кульчицкие · Kulczycki z Kulczyc · Kulaczynski z Kulaczyna · Kulaczynski z Krakowa · Kulaczynski z Warszawa · Кулачинские из Кулачино Смоленская губерния · Кулачинские из Кулачинской волости Тобольской губернии · Kulczynski z Wilna · Kulczycki Smietanka · Кумарницкие · Куницкие · Лещинские · Левандовские · Левицкие · Левинские · Лисковацкие · Литынские · Любенецкие · Лабиновичи · Лагоржевские · Лодынские · Лопушанские · Луцкие · Лукавецкие · Мацевичи · Маликовские · Малинковские · Манастерские · Манчаки · Матковские · Медынские · Микульские · Мищовские · Молитовские · Монастырские · Monasterski · Мороховские · Нагуевские · Нановские · Нехребецкие · Nechrebecki · Nehrebecki · Новаковские · Новоселецкие · Новосельские · Обертынские · Одржеховские · Олехновичи-Микульские · Олевницкие · Опольские · Орловские · Парыловские · Пасхальские · Паславские · Павликовские · Пелецкие · Перегуда · Площинские · Похорецкие · Подгородецкие · Подлуские · Подвысоцкие · Погорецкие · Покутынские · Попели · Порадовские · Порудовские · Прусиновские · Радзевичи · Раско · Раставецкие · Рашковские · Робашевские · Розлуцкие · Рознятовские · Рубашевские · Рудницкие · Rudnicki Lubieniecki · Рыбницкие · Рыботицкие · Рыхлицкие · Ржесневские · Ржодкевичи · Сарновские · Сас · Сасимовские · Сасины Калечицкие · Сасько · Сасовские · Сасулич · Сярчинские · Середницкие · Селецкие · Семаши Дрыневичи · Siemiasz · Семигиновские · Скотницкие · Скульские · Смольницкие · Снитовские · Сомковичи · Сосинские · Созанские · Станиславские · Сташкевичи · Струтынские · Стрыйские · Стрельбицкие · Strzelbicki · Ступницкие · Сулятыцкие · Сварычевские · Свебодовские · Свержпоты · Свистельницкие · Свистуны · Шандоровские · Щомбровские · Шеметылло · Шеневские · Шпаковские · Шильвинские · Тарнавские · Татомиры · Терлецкие · Тесмуры · Токарские · Топольницкие · Трахимовские · Трояновские · Турчинские · Турецкие · Туржанские · Туржинские · Тустановские · Тыховские · Тымовские · Тысаровские · Тыссовские · Тышевичи · Тыздровские · Угриновские · Ульницкие · Унятыцкие · Урбанские · Уроцицкие · Уруские · Вачевские · Ванчалухи · Васильковские · Вихлинские · Винницкие · Вислобоцкие · Вислоцкие · Висмонт · Вистоцкие · Витковские · Витвицкие · Witwicki Pilik · Волянские · Волковицкие · Волосянские · Волосецкие · Волошовские · Ворыские · Ворытко · Выслобоцкие · Вышинские · Заплатынские · Затвардницкие · Завадские · Завиша · Зеймо · Zejmo · Зелиборские · Зелестинские · Зелинские · Зембинские · Занкович · Занко · Зубры · Зубржицкие · Зукотынские · Зурохи · Жабинские · Жеребецкие · Жураковские. |
| Сас II |
| Черкавские · Хошовские · Комарницкие · Матвеевы · Козловские · Рашко |
| Сас изм |
| Бачинские · Kostka B. · Рольбецкие. |
| Сас преобр |
| Пасхальские. |
| Сас Прус(Sas Pruski): |
| Гусаржевские. |
| Список Дворянских родов, подтвердивших своё дворянство в 1836—1837 г.г. Герб Сас |
| Бачинские · Бадовские · Баранецкие · Бережинские · Билинские · Берестянские · Буховские · Цисовские · Даниловские · Деканские · Добржанские · Долинские · Фаленские · Фалинские · Гаржинские · Ясинские · Яворские · Кедровские · Комарницкие · Кропивницкие · Кульчицкие · Кульчицкие z Kulczyc · Кульчицкие Smietanka · Куницкие · Литинские · Новосельские · Орловские · Пасхальские · Попель · Порадовские · Жодкевич · Саские · Сярчинские · Турчинские · Тумовские · Уруские · Винницкие · Вислоцкие · Витвицкие Pilik · Ворутко · Высочанские |

Раставецкие(Роставецкие)